# 4 november
4 november is de 308ste dag van het jaar (309de dag in een schrikkeljaar) in de gregoriaanse kalender. Hierna volgen nog 57 dagen tot het einde van het jaar.

## Gebeurtenissen
- Algemeen
  - 1955 - Opening van de multifunctionele arena Hovet in de Zweedse stad Stockholm.
  - 1966 - Grote overstromingen in Venetië en Florence.[1]
  - 1979 - De Amerikaanse ambassade in Teheran wordt bezet: het begin van de Iraanse gijzelingscrisis.
  - 2015 - Indonesië sluit de luchthaven van Bali, een van de drukste internationale vliegvelden in het land, vanwege de uitbarsting van de vulkaan Rinjani op het nabijgelegen eiland Lombok.
- Kunst en cultuur
  - 1863 - Première van de opera Les Troyens à Carthage van Hector Berlioz in Parijs.
  - 1876 - Première van Symfonie nr. 1 (Brahms) van Johannes Brahms in Karlsruhe.
  - 1948 - T.S. Eliot wint de Nobelprijs voor de Literatuur.[1]
  - 1990 - De stad Dinant viert het honderdvijftigjarig bestaan van de saxofoon met een concert waaraan duizenden saxofoonspelers uit heel Europa deelnemen.
  - 1990 - De musical Buddy - The Buddy Holly Story over het leven van Buddy Holly, die op 3 februari 1959 omkwam bij een vliegtuigongeluk, gaat in première op Broadway.[2]
  - 1993 - Première van de film What's Love Got To Do With It die gebaseerd is op de autobiografie van Tina Turner.[2]
  - 2023 - De provincie Limburg wint de eerste editie van het Regio Songfestival met het liedje 't Letste Rundje, gezongen door Emmy Ackermans. Het duo Sam en Merijn uit Noord-Brabant krijgt van de vakjury's de meeste punten en Wat Aans! uit Groningen krijgt de meeste punten van het publiek.
- Oorlog
  - 1576 - Spaanse muiters vallen Antwerpen binnen. Na drie dagen ligt de stad bijna volledig verwoest door de Spaanse Furie.[1]
  - 1956 - Sovjettroepen trekken Hongarije binnen om de Hongaarse opstand die op 23 oktober begon, de kop in te drukken. Duizenden komen om, meer raken gewond en bijna een kwart miljoen mensen verlaten het land.[3] Als gevolg hiervan werd in Amsterdam Felix Meritis bestormd.
  - 1993 - Russische troepen landen in de Georgische kuststad Poti om de haven en de spoorlijn in West-Georgië te beschermen tegen aanvallen van de rebellen van ex-president Zviad Gamsachoerdia.
  - 1994 - De Verenigde Naties kondigen aan de vredestroepen in Somalië terug te trekken bij gebrek aan de noodzakelijke veiligheid voor de humanitaire missie.
  - 1994 - De leider van de Bosnische Serviërs, Radovan Karadžić, kondigt een algehele mobilisatie af.
- Politiek
  - 1549 - Karel V, heer der Nederlanden, vaardigt de Pragmatieke Sanctie uit en regelt daarmee de erfopvolging in de Nederlanden.[1]
  - 1800 - Presidentsverkiezingen in de Verenigde Staten tussen Thomas Jefferson en John Adams. Uiteindelijk zou het een vreemd gelijkspel worden tussen Jefferson en zijn beoogd vicepresident Aaron Burr dat na lang getouwtrek uiteindelijk tot het 1e presidentschap van Jefferson zou leiden.
  - 1918 - In Duitsland breekt een opstand uit die een einde maakt aan het keizerrijk, de Novemberrevolutie.
  - 1973 - In Nederland vindt de eerste autoloze zondag plaats, als gevolg van de oliecrisis. De snelwegen zijn uitgestorven en worden enkel nog gebruikt door fietsers en rolschaatsers.
  - 1995 - Na een vredesdemonstratie te hebben bijgewoond, wordt in Tel Aviv (Israël) premier Yitzchak Rabin dodelijk gewond door een extreemrechtse Israëlische schutter. Hij overlijdt later op de operatietafel in het Ichilov Ziekenhuis in Tel Aviv.
  - 2004 - De gezondheid van Yasser Arafat verslechtert, hij wordt opgenomen op de Intensive Care van het Franse ziekenhuis waar hij verblijft en raakt in coma, aldus de Palestijnse autoriteit.
  - 2008 - Barack Obama wint de Amerikaanse presidentsverkiezingen.[1]
  - 2009 - Ivo Opstelten wordt beëdigd als interim-burgemeester van Tilburg.
- Religie
  - 1958 - Kroning van Paus Johannes XXIII in Rome.[1]
  - 2012 - Paus Theodorus II van Alexandrië wordt verkozen tot 118e paus van de Koptisch-orthodoxe Kerk en de primus inter pares van de Oriëntaals-orthodoxe Kerken.
- Sport
  - 1983 - In Karachi eindigt de Nederlandse hockeyploeg als vijfde bij het toernooi om de Champions Trophy.
  - 2021 - Bij de Europese Kampioenschappen kortebaanzwemmen in Kazan (Rusland) pakt Kira Toussaint het goud op de 200 m rugslag. Ze verbetert haar eigen Nederlands record tot 2.01,26.[4]
  - 2021 - Arno Kamminga kan op de 100 meter schoolslag bij de Europese Kampioenschappen kortebaan zwemmen in Kazan (Rusland) zijn titel niet prolongeren. De Italiaan Nicolò Martinenghi wordt kampioen, de Wit-Rus Ilya Shymanovich pakt de tweede plaats en Kamminga zwemt in een Nederlands record naar 55,79.[4]
  - 2023 - Voetbalclub Fluminense uit Brazilië wint de Copa Libertadores door in een turbulente wedstrijd Boca Juniors uit Argentinië te verslaan met 2-1.[5]
  - 2023 - Nederlands kickbokser Rico Verhoeven prolongeert zijn wereldtitel, in de klasse zwaargewicht, van Glory door zijn landgenoot Tariq Osaro, die uitkomt voor Nigeria, op punten te verslaan.[6]
  - 2023 - Judoka Sanne van Dijke pakt de eerste Nederlandse medaille op de Europese kampioenschappen judo in Montpellier (Frankrijk). van Dijke verslaat in de strijd om brons de Griekse Elisavet Teltsidou met ippon.[7]
- Wetenschap en technologie
  - 1846 - Benjamin Palmer verkrijgt octrooi op het kunstbeen.[1]
  - 1922 - De Britse archeoloog Howard Carter ontdekt het graf van de Egyptische farao Toetanchamon.[1]
  - 1953 - De Nederlandse natuurkundige Frits Zernike ontvangt de Nobelprijs voor de Natuurkunde.
  - 2015 - Een Super Strypi raket van de United States Airforce, inclusief de 13 cubesats die aan boord zijn, gaat verloren vlak na de lancering.[8]
  - 2022 - Lancering van een Electron raket van Rocket Lab vanaf LC-1B op het Māhia schiereiland in Nieuw-Zeeland voor de Catch Me If You Can missie met de Zweedse MATS (Mesospheric Airglow/Aerosol Tomography and Spectroscopy) satelliet die metingen aan de mesosfeer gaat doen. Een poging om de eerste trap van de draagraket tijdens de terugkeer met een helikopter te onderscheppen mislukt door problemen met de telemetrie.[9][10]
  - 2022 - Een brok ruimteschroot van ruim 20.000 kg afkomstig van de Lange Mars 5B raket die op 31 oktober 2022 gebruikt is voor het lanceren van een module voor het Chinese Tiangong ruimtestation valt ongecontroleerd terug in de Aardse atmosfeer boven de Stille Oceaan.[11]
  - 2023 - Lancering van een Falcon 9 raket van SpaceX vanaf Kennedy Space Center Lanceercomplex 40 voor de Starlink group 6-26 missie met 23 Starlink satellieten.[12]

## Geboren

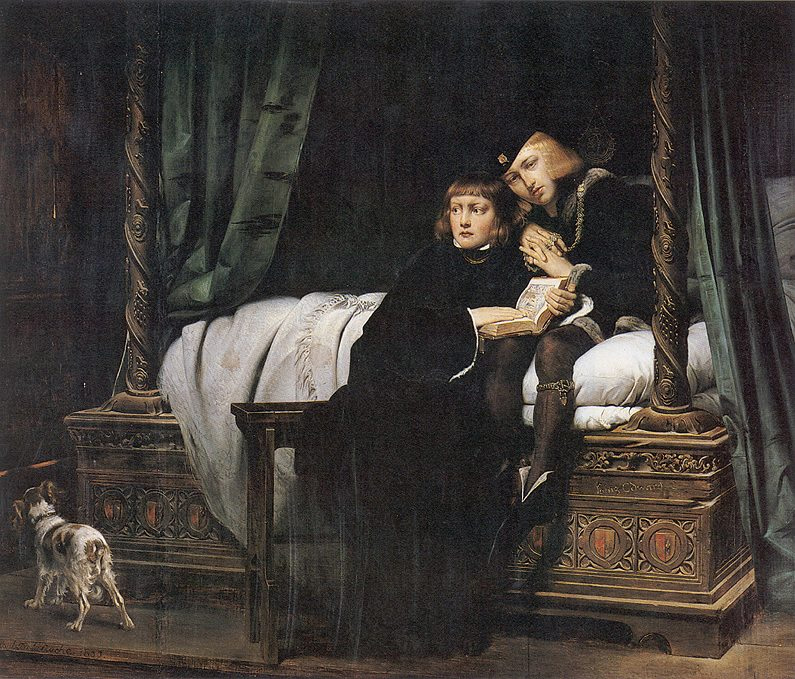
Eduard V van Engeland,
geboren in 1470

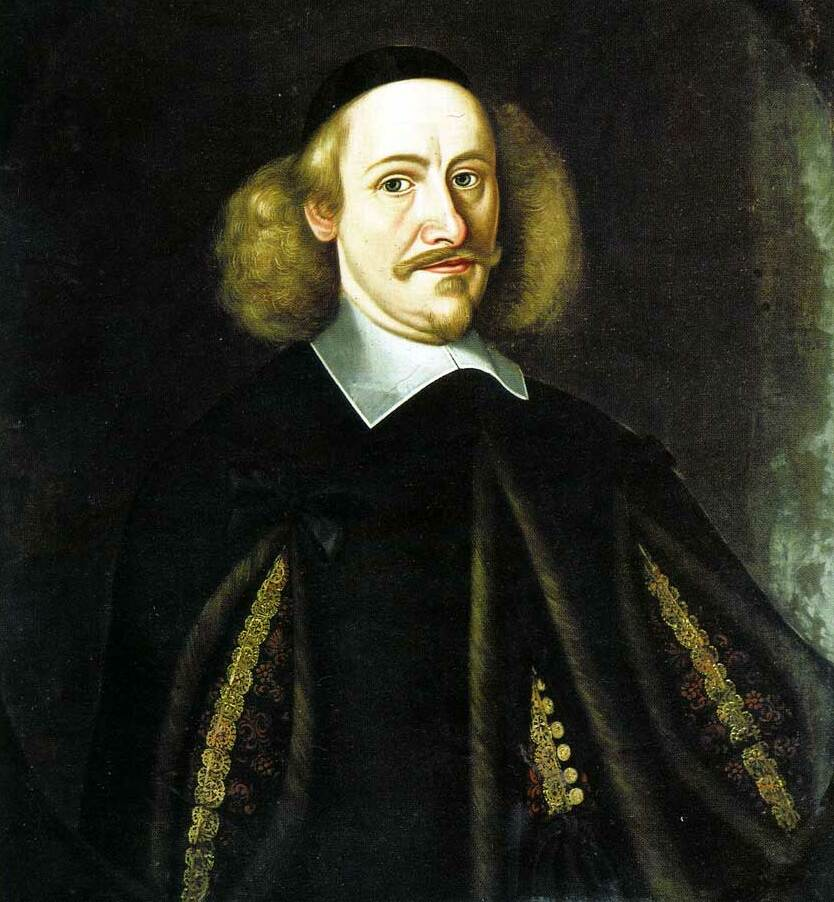
Otto von Guericke,
geboren in 1602

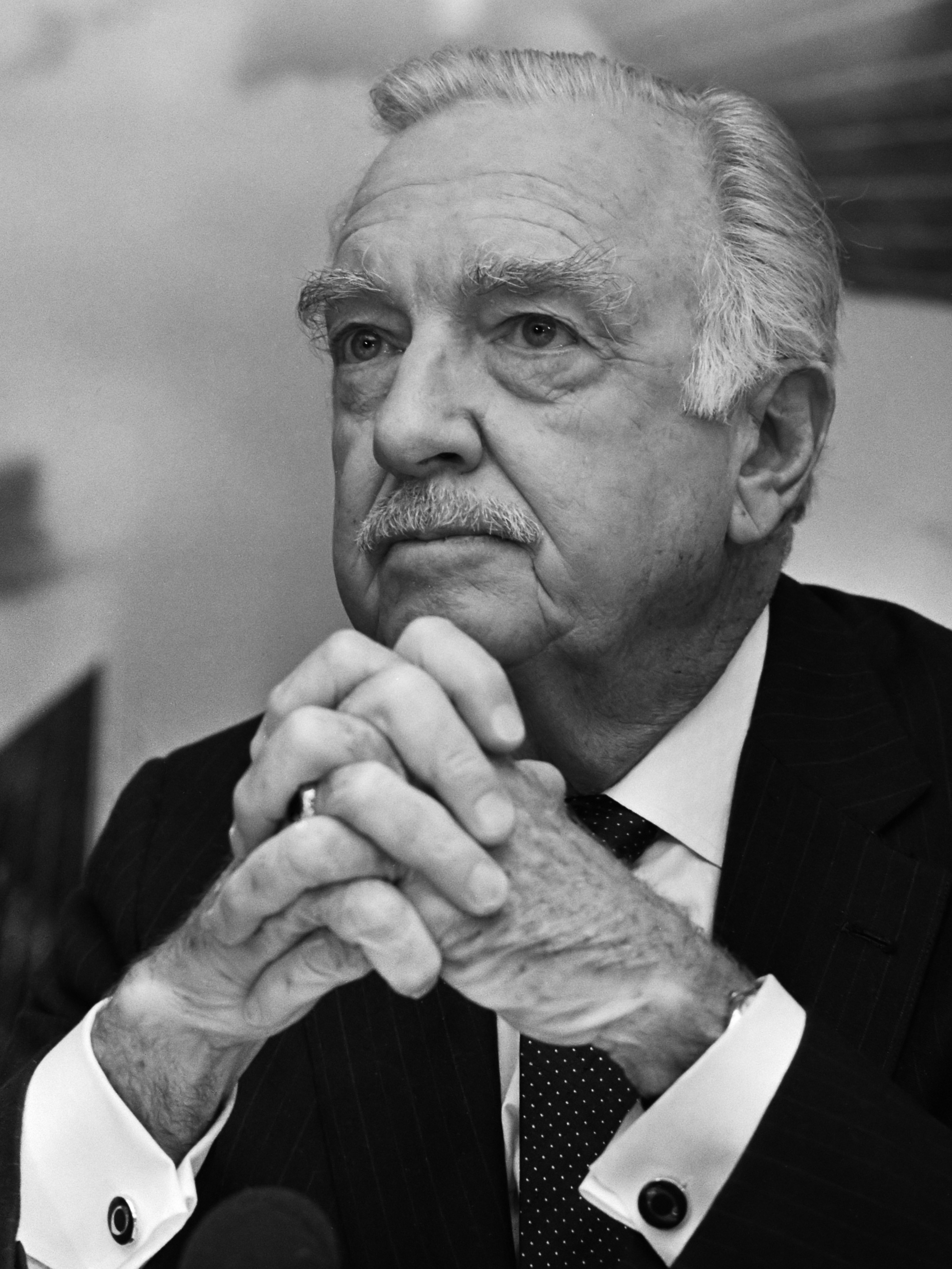
Walter Cronkite,
geboren in 1916

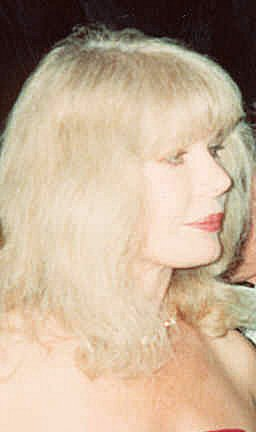
Loretta Swit,
geboren in 1937

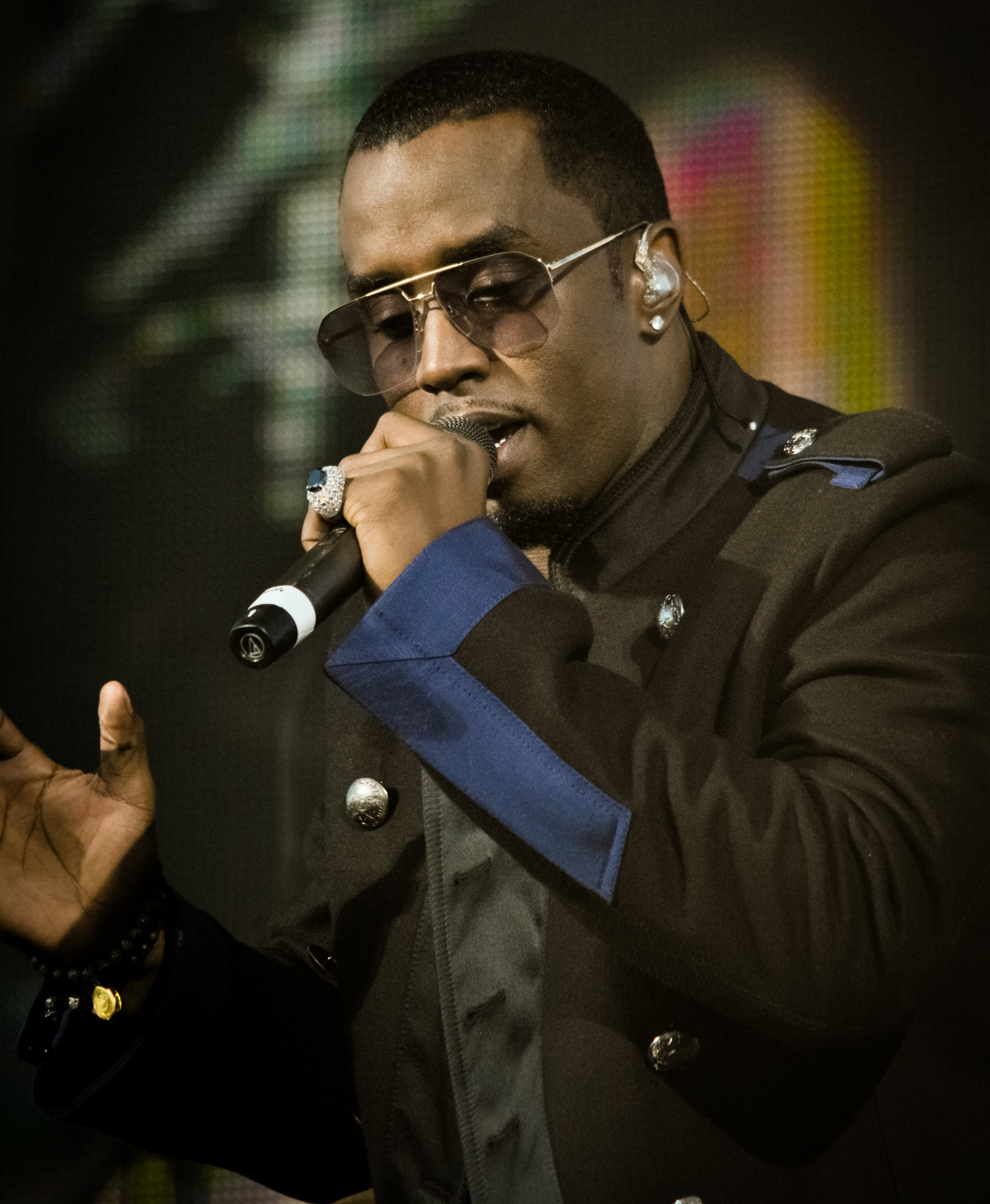
Sean Combs,
geboren in 1969

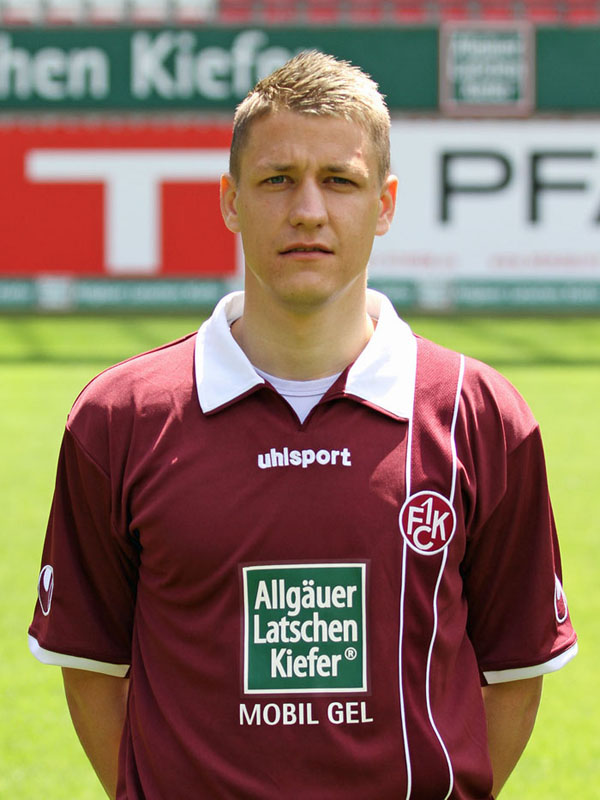
Ivo Iličević,
geboren in 1986

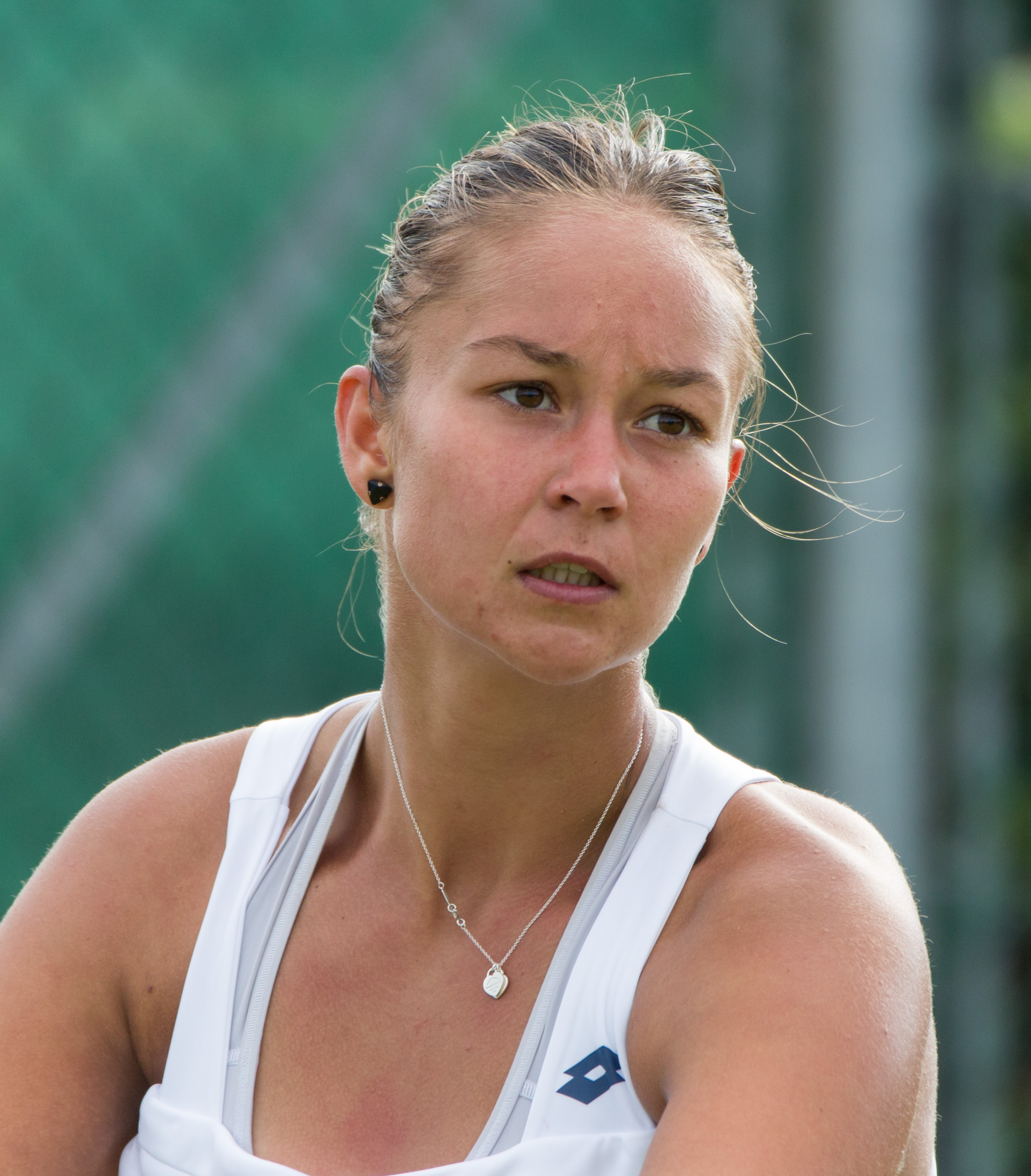
Lesley Kerkhove,
geboren in 1991

- 1470 - Eduard V van Engeland, Engels koning (overleden 1483)
- 1575 - Guido Reni, Italiaans schilder (overleden 1642)
- 1592 - Gerard van Honthorst, Nederlands schilder (overleden 1656)
- 1602 - Otto von Guericke, uitvinder van de vacuümpomp (overleden 1686)
- 1631 - Maria Henriëtte Stuart, vrouw van Willem II (overleden 1660)
- 1779 - Jan Willem Pieneman, Nederlands schilder (overleden 1853)
- 1805 - Antonius Mathijsen, Nederlands militair (overleden 1878)
- 1835 - Lorenzo María Guerrero, Filipijns kunstschilder en -docent (overleden 1904)
- 1869 - Edward Abeles, Amerikaans acteur (overleden 1919)
- 1873 - Piet van Wijngaerdt, Nederlands graficus, kunstschilder en tekenaar (overleden 1964)
- 1874 - Duifje Schuitenvoerder, Nederlands zangeres (overleden 1942)
- 1877 - René de Clercq, Belgisch dichter, schrijver, componist en politiek activist (overleden 1932)
- 1888 - Leo Picard, Belgisch journalist (overleden 1981)
- 1895 - Robert David Simons, Surinaams jurist, publicist en dichter (overleden 1969)
- 1896 - Carlos Garcia, president van de Filipijnen (overleden 1971)
- 1898 - Jules Migeot, Belgisch atleet (overleden 1986)
- 1899 - Nicolas Frantz, Luxemburgs wielrenner (overleden 1985)
- 1901 - Piet Kasteel, Nederlands journalist, schrijver en diplomaat (overleden 2003)
- 1902 - Pierre Verger, Frans fotograaf en etnoloog (overleden 1996)
- 1903 - Jan Linsen, Belgisch atleet (overleden 1960)
- 1903 - Watchman Nee, Chinees predikant (overleden 1972)
- 1905 - Lena Michaëlis, Nederlands atlete (overleden 1982)
- 1907 - Henry Heerup, Deens kunstschilder (overleden 1993)
- 1908 - Józef Rotblat, Pools natuurkundige (overleden 2005)
- 1911 - Dixie Lee, Amerikaans actrice (overleden 1952)
- 1912 - Carlos Francisco, Filipijns kunstenaar (overleden 1969)
- 1913 - Gig Young, Amerikaans acteur (overleden 1978)
- 1916 - Lo Hartog van Banda, Nederlands schrijver en striptekenaar (overleden 2006)
- 1916 - Walter Cronkite, Amerikaans tv-presentator en journalist (overleden 2009)
- 1919 - Martin Balsam, Amerikaans acteur (overleden 1996)
- 1919 - Peter Schilperoort, Nederlands bandleider, klarinettist en saxofonist (overleden 1990)
- 1919 - Eric Thompson, Brits autocoureur (overleden 2015)
- 1923 - Freddy Heineken, Nederlands zakenman en biermagnaat (overleden 2002)
- 1923 - Guillermo Rodríguez Lara, Ecuadoraans politicus
- 1923 - Harry Valérien, Duits sportjournalist en -presentator (overleden 2012)
- 1924 - Carlos Jonguitud Barrios, Mexicaan vakbondsman en politicus (overleden 2011)
- 1925 - Teodor Anioła, Pools voetballer (overleden 1993)
- 1925 - Doris Roberts, Amerikaans actrice (overleden 2016)
- 1929 - Anastasios Yannoulatos (Anastasios I), Primaat Albanees-orthodoxe Kerk (overleden 2025)
- 1929 - Shakuntala Devi, Indiaas schrijfster en rekenwonder (overleden 2013)
- 1931 - Clinton Ford (George Stopford Harrison), Brits zanger (overleden 2009)
- 1931 - Bernard Francis Law, Amerikaans kardinaal (overleden 2017)
- 1932 - Thomas Klestil, Oostenrijks diplomaat en president (overleden 2004)
- 1932 - Jeltien Kraaijeveld-Wouters, Nederlands politica (overleden 2025)
- 1932 - Tommy Makem, Noord-Iers-Amerikaans volkszanger, -musicus, dichter en verhalenverteller (overleden 2007)
- 1933 - Charles Kao, Chinees wetenschapper, winnaar Nobelprijs Natuurkunde (overleden 2018)
- 1933 - Mildred McDaniel, Amerikaans atlete (overleden 2004)
- 1933 - Chukwuemeka Odumegwu Ojukwu, Nigeriaans politicus (overleden 2011)
- 1934 - Raul S. Gonzalez, Filipijns journalist en minister van pers (overleden 2013)
- 1934 - Judith Herzberg, Nederlands dichteres en toneelschrijfster
- 1935 - Willem van Toorn, Nederlands dichter, romanschrijver en vertaler (overleden 2024)
- 1936 - Didier Ratsiraka, Madagaskisch president (overleden 2021)
- 1936 - Victor Wegria, Belgisch voetballer (overleden 2008)
- 1937 - Loretta Swit, Amerikaans actrice (overleden 2025)
- 1938 - Vitali Dirdira, Oekraïens-Sovjet zeiler (overleden 2024)
- 1939 - Michael Meacher, Brits politicus (overleden 2015)
- 1940 - Carlos Echeverría, Spaans wielrenner
- 1941 - Martin Brozius, Nederlands acteur en televisiepresentator (overleden 2009)
- 1942 - Patricia Bath, Amerikaans oogheelkundige en uitvinder (overleden 2019)
- 1942 - Johnny Goos, Belgisch politicus (overleden 2023)
- 1943 - André Boonen, Belgisch atleet
- 1943 - Bob Wollek, Frans autocoureur (overleden 2001)
- 1944 - Willem Breuker, Nederlands saxofonist en componist (overleden 2010)
- 1944 - Roelof van Driesten, Nederlands dirigent en violist (overleden 2022)
- 1944 - Linda Gary, Amerikaans stemactrice (overleden 1995)
- 1944 - Scherrie Payne, Amerikaans zangeres (The Supremes)
- 1946 - Nettie Blanken, Nederlands actrice
- 1946 - Laura Bush, first lady van Amerika, echtgenote van president George W. Bush
- 1946 - Annie-Paule Knipping, Belgisch atlete
- 1946 - Penny McLean (Gertrude Wirschinger), Oostenrijks zangeres en auteur
- 1947 - Aleksej Oelanov, Russisch kunstschaatser
- 1947 - Mike Smith, Brits (Welsh) saxofonist (Amen Corner)
- 1948 - Amadou Toumani Touré, Malinees politicus (overleden 2020)
- 1950 - Franky Boy (Frank Kneepkens), Nederlands zanger
- 1950 - Wolfgang Heichel, Duits artiest (Dschinghis Khan)
- 1950 - Markie Post, Amerikaans actrice en filmproducente (overleden 2021)
- 1950 - Lodewijk de Waal, Nederlands vakbondsleider
- 1951 - Traian Băsescu, Roemeens president
- 1953 - Marina Tucaković, Servisch songwriter (overleden 2021)
- 1955 - David Julius, Amerikaans fysioloog
- 1955 - Matti Vanhanen, Fins politicus
- 1955 - Allan Zachariasen, Deens atleet
- 1956 - Jean-Luc Clinquart, Belgisch atleet
- 1956 - Jordan Rudess, Amerikaans muzikant
- 1957 - Tony Abbott, Australisch politicus
- 1958 - Philippe Dubois, Belgisch kunstschilder
- 1959 - Arthur van Amerongen, Nederlands schrijver, journalist en publicist
- 1959 - Dirk Demol, Belgisch wielrenner
- 1960 - Agnes Jongerius, Nederlands vakbondsbestuurster en politica
- 1960 - Henry Keizer, Nederlands zakenman en politicus (overleden 2019)
- 1961 - Jan Blommaert, Belgisch taalkundige (overleden 2021)
- 1961 - René van Collem, Nederlands drummer
- 1961 - Stanislav Griga, Slowaaks voetballer en voetbaltrainer
- 1962 - André Wasiman, Nederlands voetballer en voetbalmakelaar
- 1963 - Gennadi Avdejenko, Sovjet-Russisch/Oekraïens atleet
- 1963 - Horacio Elizondo, Argentijns voetbalscheidsrechter
- 1963 - Ingrid Prigge, Nederlands atlete
- 1963 - Marc Thomé, Luxemburgs voetballer en voetbaltrainer
- 1965 - Guy Marchoul, Belgisch voetballer
- 1966 - Tom Krommendijk, Nederlands voetballer (overleden 1990)
- 1966 - Gertjan van der Linden, Nederlands paralympisch sporter
- 1967 - Annemieke Fokke, Nederlands hockeyster
- 1967 - Mino Raiola, Italiaans-Nederlands voetbalmakelaar (overleden 2022)
- 1968 - Almudena Muñoz, Spaans judoka
- 1969 - Sean "Diddy" Combs, Amerikaans rapper
- 1969 - Kathrin Boron, Duits roeister
- 1969 - Matthew McConaughey, Amerikaans acteur
- 1970 - Lauri Aus, Ests wielrenner
- 1970 - Joeri Soerkov, Kazachs wielrenner
- 1971 - Gregory Porter, Amerikaans jazzzanger, tekstdichter en film- en musicalacteur
- 1972 - Luís Figo, Portugees voetballer
- 1972 - Wendy Hoopes, Maleisisch-Amerikaans actrice
- 1974 - Cedric Bixler Zavala, Amerikaans muzikant
- 1974 - Gastón Etlis, Argentijns tennisser
- 1974 - Jérôme Leroy, Frans voetballer
- 1974 - Louise Redknapp, Engels zangeres
- 1976 - Sander van Gessel, Nederlands voetballer
- 1976 - Bruno Junqueira, Braziliaans autocoureur
- 1976 - Mario Melchiot, Nederlands voetballer
- 1976 - Alexander Popp, Brits-Duits tennisser
- 1976 - Makoto Tamada, Japans motorcoureur
- 1976 - Peter Van Houdt, Belgisch voetballer
- 1977 - Simon Arusei, Keniaans atleet
- 1977 - Hannelore Knuts, Belgisch topmodel
- 1977 - Evgenja Radanova, Bulgaars shorttrackster
- 1977 - Kris Vincken, Belgisch voetballer
- 1977 - Daniël Voigt, Nederlands voetballer
- 1978 - Marcel Costa, Spaans autocoureur
- 1978 - Francesco Testi, Italiaans acteur
- 1978 - Gorka Verdugo, Spaans wielrenner
- 1980 - Dennis de Vreugt, Nederlands schaker
- 1981 - Martina Strutz, Duits atlete
- 1982 - Bas Giling, Nederlands wielrenner
- 1982 - Kamila Skolimowska, Pools atlete (overleden 2009)
- 1982 - Nicolas Timmermans, Belgisch voetballer
- 1983 - Lennart van der Linden, Nederlands politicus
- 1985 - Marcell Jansen, Duits voetballer
- 1986 - Vladimir Barnaure, Roemeens schaker
- 1986 - Abdullah El Baoudi, Nederlands acteur (overleden 2012)
- 1986 - Ivo Iličević, Kroatisch voetballer
- 1986 - Christa Stuart, Nederlands voetbalster
- 1986 - Wong Wan Yiu Jamie, Hongkongs wielrenner
- 1986 - Adrian Zaugg, Zuid-Afrikaans autocoureur
- 1987 - Jermaine Beal, Amerikaans basketballer
- 1987 - Tim Breukers, Nederlands voetballer
- 1987 - Tim Douwsma, Nederlands zanger
- 1988 - Robert Cregan, Iers autocoureur
- 1989 - Damian Warner, Canadees atleet
- 1991 - Lesley Kerkhove, Nederlands tennisster
- 1992 - Lera Abova, Duits actrice en model
- 1992 - Celine van Duijn, Nederlands schoonspringster
- 1992 - Zenobie Vangansbeke, Belgisch atlete
- 1995 - Gustav Malja, Zweeds autocoureur
- 1996 - Carl Bradbury, Brits youtuber
- 1996 - Sevn Alias (Sevaio Mook), Nederlands rapper
- 1996 - Stan Pijnenburg, Nederlands zwemmer
- 1998 - Achraf Hakimi, Spaans-Marokkaans voetballer
- 1998 - Juliette Labous, Frans wielrenster
- 2000 - Tyrese Maxey, Amerikaans basketballer
- 2001 - Jonna van de Velde, Nederlands voetbalster

## Overleden

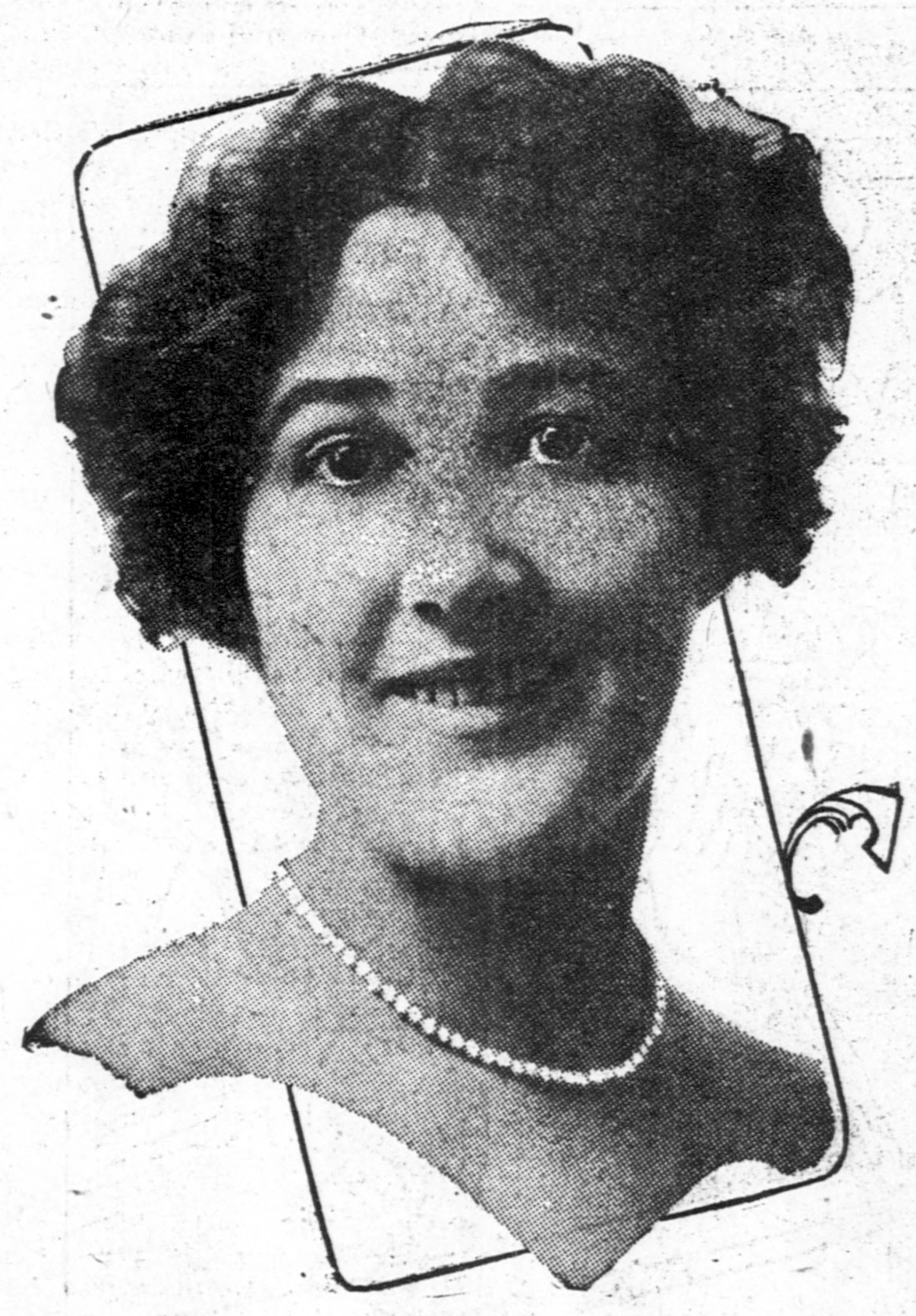
Mabel Van Buren,
overleden in 1947

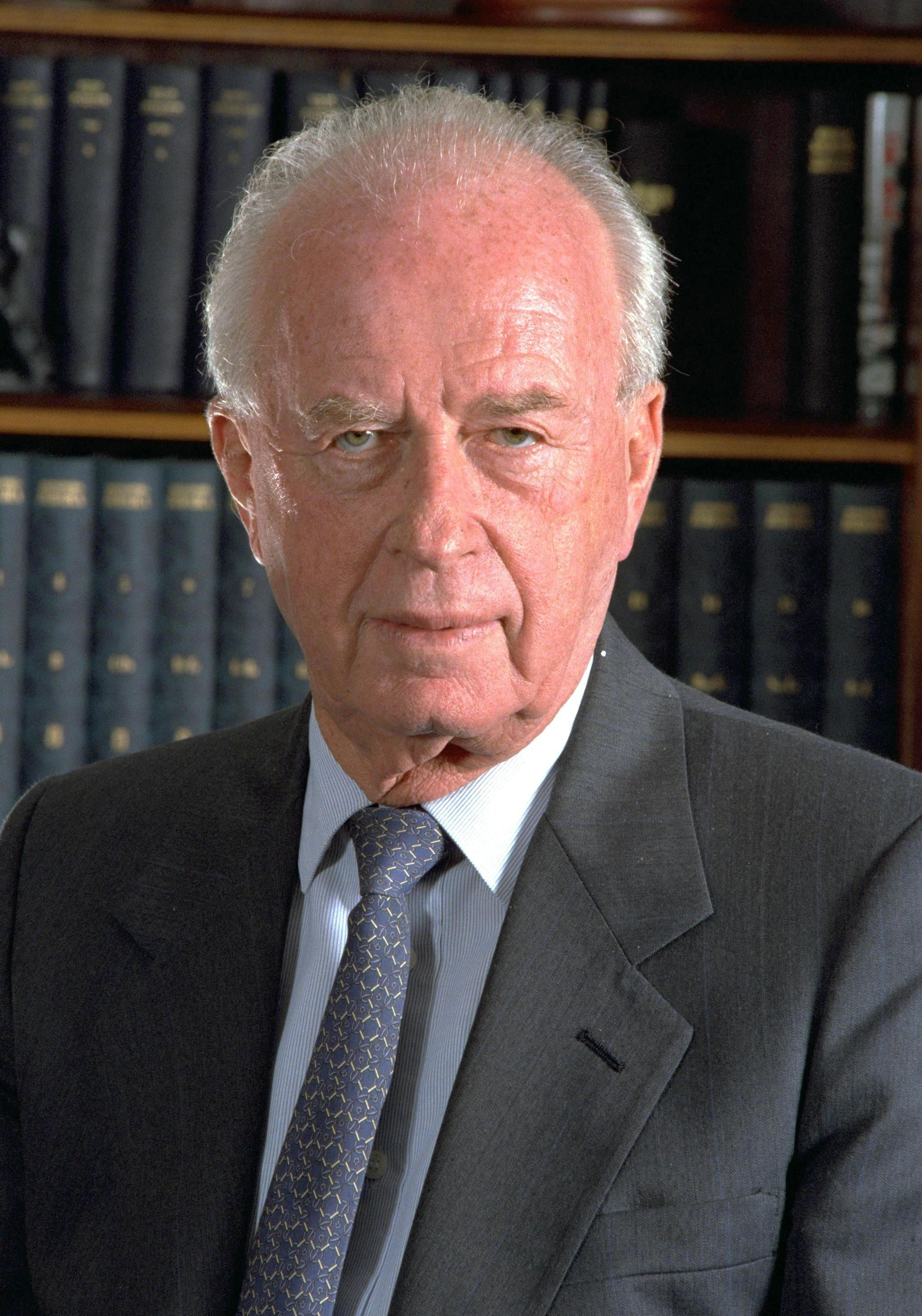
Yitzhak Rabin,
overleden in 1995

- 1584 - Carolus Borromeus (46), Italiaans kardinaal
- 1698 - Erasmus Bartholin (73), Deens wiskundige
- 1792 - Frédéric de Merode (38), Belgisch oorlogsvrijwilliger
- 1847 - Felix Mendelssohn Bartholdy (38), Duits componist
- 1890 - Jacob Pieter Pompejus van Zuylen van Nijevelt (74), Nederlands politicus
- 1913 - Fredericus Anna Jentink (69), Nederlands zoöloog
- 1918 - Wilfred Owen (25), Engels poëet
- 1918 - Andrew Dickson White (85), Amerikaans diplomaat
- 1924 - Gabriel Fauré (79), Frans componist
- 1929 - Joseph Smit (93), Nederlands illustrator
- 1933 - Jules de Géradon (64), Belgisch volksvertegenwoordiger
- 1940 - Karl Josef Gollrad (74), Duits kunstschilder
- 1942 - Joris De Vos (52), Belgisch senator
- 1944 - John Dill (62), Brits maarschalk
- 1947 - Mabel Van Buren (69), Amerikaans filmactrice
- 1953 - Robert Protin (80), Belgisch wielrenner
- 1968 - Horace Gould (50), Brits autocoureur
- 1975 - Tivadar Kanizsa (42), Hongaars waterpoloër
- 1975 - Audrey Williams (52), Amerikaans countryzangeres en muziekondernemer
- 1976 - Toni Ulmen (70), Duits autocoureur
- 1982 - Dominique Dunne (22), Amerikaans actrice
- 1982 - Wim Hoogendoorn (55), Nederlands radioverslaggever en -presentator
- 1984 - Reind Brouwer (74), Nederlands schrijver
- 1986 - Thorolf Rafto (64), Noors mensenrechtenactivist en lector economische geschiedenis
- 1994 - Sam Francis (71), Amerikaans kunstschilder
- 1995 - Gilles Deleuze (70), Frans filosoof
- 1995 - Paul Eddington (68), Brits acteur
- 1995 - Yitzhak Rabin (73), Israëlisch generaal en politicus
- 1998 - Jean de Heinzelin de Braucourt (78), Belgisch geoloog
- 1998 - Marion O'Brien (81), Amerikaans onderneemster en uitvindster
- 1999 - Eddy Schuyer (85), Nederlands goochelaar
- 2006 - Sergi López Segú (39), Spaans voetballer
- 2008 - Sjabbe Bouman (93), Nederlands atleet
- 2008 - Michael Crichton (66), Amerikaans schrijver en producer
- 2008 - Juan Camilo Mouriño (37), Mexicaans politicus
- 2009 - Wim Chamuleau (70), Nederlands onderwijsdeskundige
- 2010 - Eugénie Blanchard (114), sinds 2 mei 2010 de oudste erkende levende mens ter wereld
- 2010 - Michelle Nicastro (50), Amerikaans zangeres en actrice
- 2011 - Emmanuel Pierre de Bethune (81), Belgisch politicus
- 2011 - Norman Ramsey (96), Amerikaans natuurkundige en Nobelprijswinnaar
- 2011 - Joop van Stigt (77), Nederlands architect
- 2011 - Theadora Van Runkle (82), Amerikaans kostuumontwerpster
- 2011 - Pierre Vinken (83), Nederlands neurochirurg en uitgever
- 2012 - Jacques van der Heijden (79), Nederlands burgemeester
- 2013 - Joe Dizon (65), Filipijns priester en activist
- 2014 - Richard Schaal (86), Amerikaans acteur
- 2015 - René Girard (91), Frans-Amerikaans antropoloog
- 2015 - Karl-Heinz Jakobs (86), Duits schrijver en politicus
- 2015 - Melissa Mathison (65), Amerikaans scenarioschrijfster
- 2015 - Jerzy Sadek (73), Pools voetballer
- 2016 - Hubert van Herreweghen (96), Belgisch dichter
- 2019 - Jacques Dupont (91), Frans wielrenner
- 2020 - Ken Hensley (75), Brits toetsenist, gitarist en zanger
- 2020 - Mariano Francisco Saynez Mendoza (78), Mexicaans admiraal en minister
- 2021 - Mario Lavista Camacho (78), Mexicaans componist en schrijver
- 2021 - Flip Stapper (76), Nederlands voetballer.
- 2022 - Nicole Josy (76), Belgisch zangeres
- 2023 - Hans Melchers (85), Nederlands zakenman

## Viering/herdenking

Tonga Nationale Dag

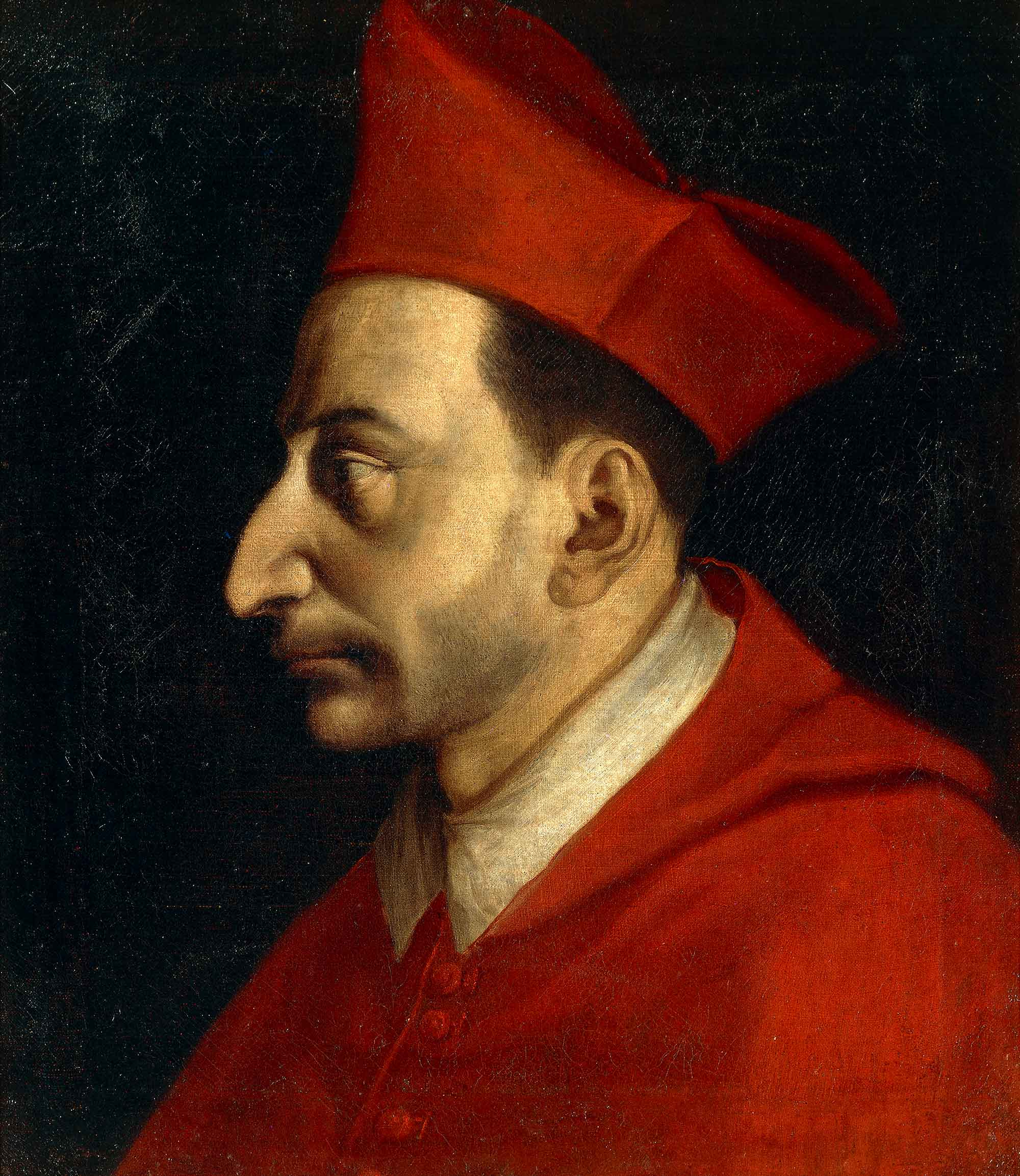
Carolus Borromeo

### Italië
- einde Eerste Wereldoorlog in Italië (1918)

### Tonga
- Nationale Dag (1875)

### Rooms-katholieke kalender
- Rooms-Katholieke heiligen
  - Carolus Borromeo († 1584) - Gedachtenis
  - Modesta de Jongere († c. 680)
  - Vital(is) en Agricola (van Bologna) († 304)
  - Emmerik van Hongarije († 1031)
  - Brinstan van Winchester († 934)
  - Perpetuus van Maastricht († c. 589) - Vrije gedachtenis (in bisdom Luik en bisdom Roermond)
  - Felix van Valois († 1212)

## Weerextremen

### Nederland
| | Officiële records | Officiële records | Officiële records |      | Landelijke records | Landelijke records | Landelijke records              |
| Gebeurtenis | Jaar              | Extreem           | Locatie           | Jaar | Extreem            | Locatie            |                                 |
| --- | ----------------- | ----------------- | ----------------- | ---- | ------------------ | ------------------ | ------------------------------- |
| Laagste etmaalgemiddelde temperatuur (°C) | 1980              | −2,9              | De Bilt           |      | 1980               | −3,6               | Deelen                          |
| Hoogste etmaalgemiddelde temperatuur (°C) | 2010              | 15,2              | De Bilt           |      | 2011               | 16,0               | Maastricht                      |
| Laagste minimumtemperatuur (°C) | 1980              | −6,2              | De Bilt           |      | 1980               | −7,7               | Gilze-Rijen                     |
| Hoogste minimumtemperatuur (°C) | 2010              | 14,5              | De Bilt           |      | 2010               | 14,7               | Westdorpe                       |
| Laagste maximumtemperatuur (°C) | 1980              | 0,7               | De Bilt           |      | 1941               | −1,2               | Eelde                           |
| Hoogste maximumtemperatuur (°C) | 2011              | 18,3              | De Bilt           |      | 1994               | 21,1               | Maastricht                      |
| Hoogste uurgemiddelde windsnelheid (m/s) | 1957              | 19,5              | De Bilt           |      | 1957               | 23,7               | De Kooy                         |
| Hoogste windstoot (m/s) | 1957              | 31,9              | De Bilt           |      | 1957               | 31,9               | De Bilt                         |
| Langste zonneschijnduur (uur) | 1988, 1997        | 8,5               | De Bilt           |      | 1993 1997          | 8,7                | Gilze-Rijen Hupsel, Soesterberg |
| Langste neerslagduur (uur) | 2013              | 12,0              | De Bilt           |      | 2010               | 16,3               | Nieuw Beerta                    |
| Hoogste etmaalsom van de neerslag (mm) | 2013              | 23,1              | De Bilt           |      | 2013               | 33,5               | Hoek van Holland                |
| Laagste etmaalgemiddelde relatieve vochtigheid (%) | 1923              | 68                | De Bilt           |      | 1931               | 53                 | Maastricht                      |
| Laagste uurwaarde luchtdruk op zeeniveau (hPa) | 2023              | 970,5             | De Bilt           |      | 2023               | 968,4              | Vlissingen                      |
| Hoogste uurwaarde luchtdruk op zeeniveau (hPa) | 1987              | 1039,3            | De Bilt           |      | 1987               | 1040,0             | Leeuwarden                      |
| Officiële records worden altijd gemeten op het KNMI-weerstation in De Bilt. Landelijke records kunnen worden gemeten op elk officieel KNMI-weerstation in Nederland. |                   |                   |                   |      |                    |                    |                                 |

Uitzonderlijke gebeurtenissen
- 1925 - Laatste landelijke zachte dag van het jaar gemeten in Maastricht (maximumtemperatuur ≥ 15 °C op een officieel weerstation)
- 1931 - Laatste officiële zachte dag van het jaar (maximumtemperatuur ≥ 15 °C in De Bilt)
- 1945 - Laatste landelijke zachte dag van het jaar gemeten in Maastricht (maximumtemperatuur ≥ 15 °C op een officieel weerstation)
- 1957 - Officieel maandrecord hoogste windstoot in m/s van november gemeten in De Bilt: 31,9
- 1993 - Laatste officiële zachte dag van het jaar (maximumtemperatuur ≥ 15 °C in De Bilt)
- 1993 - Laatste landelijke zachte dag van het jaar gemeten in Arcen, Cabauw, De Bilt, Deelen, Eindhoven, Gilze-Rijen, Herwijnen, Hoek van Holland, Hupsel, Maastricht, Rotterdam Geulhaven, Schiphol, Soesterberg, Vlissingen, Volkel, Westdorpe, Wilhelminadorp en IJmuiden (maximumtemperatuur ≥ 15 °C op een officieel weerstation)
- 2010 - Officieel maandrecord hoogste minimumtemperatuur in °C van november gemeten in De Bilt: 14,5

### België
Dagrecords
- 1980 - Laagste etmaalgemiddelde temperatuur −2,1 °C
- 1994 - Hoogste etmaalgemiddelde temperatuur 15,5 °C
- 1980 - Laagste minimumtemperatuur −5 °C
- 1994 - Hoogste maximumtemperatuur 20,2 °C
- 1961 - Hoogste etmaalsom van de neerslag 14,6 mm

Uitzonderlijke gebeurtenissen
- 1980 - Minimumtemperatuur tot −6,3 °C in Zaventem.
- 2011 - Met name in het oosten loopt de temperatuur op tot boven 20 °C. In Lanaken wordt het 21,0 °C.

<< · 1 · 2 · 3 · 4 · 5 · 6 · 7 · 8 · 9 · 10 · 11 · 12 · 13 · 14 · 15 · 16 · 17 · 18 · 19 · 20 · 21 · 22 · 23 · 24 · 25 · 26 · 27 · 28 · 29 · 30 · >>